# 마이클 포레스트
마이클 포레스트(Michael Forest, 1929년 4월 17일~)는 미국의 성우, 비행사, 연극 배우, 영화배우, 텔레비전 배우이다.

## 영화
- 몬도 홀로커스토! (2013년)
- IGPX (2005년)
- 사무라이 참프루 (2004년)
- 스크랩드 프린세스 (2003년) - 영어 더빙 역
- 가드 가드 (2003년)
- 라스트 에그자일 (2003년)
- 기동경찰 패트레이버 3 - 폐기물 13호 (2002년)
- 오버맨 킹 게이너 (2002년)
- 아미티지: 듀얼 매트릭스 (2002년)
- 아스타 E (2001년)
- 캐스트 어웨이 (2000년)
- 빅 오 (1999년)
- 아미티지 III: 폴리 매트릭스 (1997년)
- 기동전사 건담 제08 MS소대 (1996년)
- 아미티지 III (1994년)
- 캐산 (1993년)
- 무사 쥬베이 (1993년)
- 육체의 증거 (1993년)
- 기동전사 건담 F91 (1991년)
- 엑스트라 라지 - 캐논볼 (1991년)
- 기동전사 건담 0080 - 포켓 속의 전쟁 (1989년)
- 에이리언 대습격 (1987년)
- 킹콩 2 (1986년)
- 루팡 3세: 칼리오스트로의 성 (1979년)
- 예언자 마호메트 (1976년)
- 빅 라켓 (1976년)
- 더 영 앤 더 레스트리스 (1973년)
- 로마 제국의 최후 (1973년)
- 트로츠키 암살 (1972년)
- 100정의 라이플 (1969년)
- 비밀지령 (1968년)
- 우리 생애 나날들 (1965년)
- 전투 (1962년)
- 아틀라스(영어판) (1961년)
- 스키 트룹 공격 (1960년)
- 보난자 (1959년)
- 비스트 프럼 혼티드 케이브 (1959년)
- 바이킹 여인 (1958년)
- 애즈 더 월드 턴즈 (1956년)
- 딜론 보안관 (1955년)
- 샤이안 (1955년)
- 디즈니랜드 (1954년)